# Маска Пуну-Лумбо
Маска Пуну-Лумбо (англ. Punu-Lumbo mask) — ритуальная маска, используемая племенами на берегу реки Огове на юге Габона.

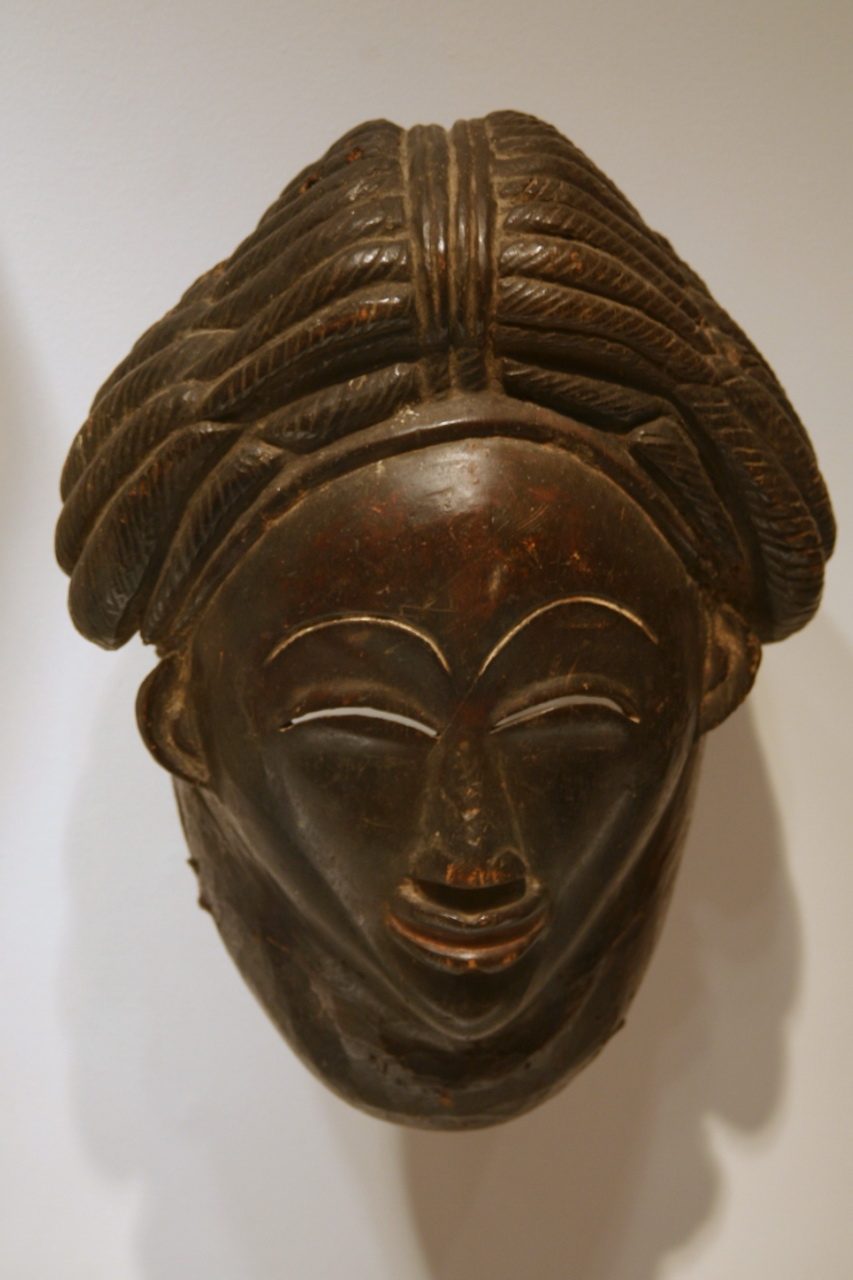
Маска Пуну-Лумбо

Маски чрезвычайно ценны для коллекционеров африканского искусства. Самый ранний известный экземпляр, найденный в 1867 году, является частью коллекции музея Питт-Риверса Оксфордского университета. Также некоторые другие экземпляры находятся в Национальный музей африканского искусства в Вашингтоне, в Музее современного искусства в Нью-Йорке и во Всемирном музее в Роттердаме.

## Использование
Мужчины-танцоры, как известно, носят окуйи во время танца. Также маски используются другими племенами тропических лесов, такими как Кота и Мпонгве. Вариант маски Пуну-Лумбо производится племенем Цанги на севере Демократической Республики Конго.

## Дизайн
По сравнению стилистически с японским искусством, маски, как правило, имеют овальную форму, суженные глаза, изогнутые брови и маленькие уши. Мужские маски имеют тенденцию быть коричнево-черным пигментом каолин и рассматриваются как безобразные и показываются ночью, пока маски для женщин как правило, светлее и считаются местными жителями более симпатичными и отражающимися днем. Окуйи маски с белым лицом обычно содержат девять похожих на чешую узоров на лбу. Говорят, что это «центральный глаз», а также цветущее дерево. Белый цвет, как правило, происходит от каолина, представляет ясность, свет и красоту.